# Christian Wolff (acteur)
Pour les articles homonymes, voir Christian Wolff et Wolff.
Christian Wolff, né le 11 mars 1938 à Berlin, est un acteur allemand. Depuis 1957, il est apparu dans plus de 70 films.

## Filmographie partielle
- 1957 : Le Troisième Sexe (1957)
- 1959 : La Rage de vivre (Verbrechen nach Schulschluß) d'Alfred Vohrer
- 1959 : Cour martiale
- 1959 : Alt Heidelberg
- 1959 : Le Phalène bleu
- 1960 : Die Fastnachtsbeichte
- 1961 : Via Mala
- 1967 : Rheinsberg
- 1972 : Ils le baptisèrent Krambambuli (Sie nannten ihn Krambambuli)
- 1977 : Inspecteur Derrick : Franz Rosska (ép. 37 : Via Bangkok)